# Sarajevský atentát (film)
Sarajevský atentát je československo-jugoslávský koprodukční film z roku 1975. Hlavní role ztvárnili Christopher Plummer a Florinda Bolkanová. Film natočil jugoslávský režisér Veljko Buljić. Film pojednává o tom jak rakouský arcivévoda František Ferdinand d'Este (následník rakouského trůnu) s chotí Žofií Chotkovou přijíždí do Sarajeva pro uznání anexe Bosny a Hercegoviny Rakousko-Uherskou říší.

## Děj
Film začíná na panství v Rakousku, kde František Ferdinand s Žofií střílí ptáky a divoká zvířata. Třetina filmu se odehrává v Rakousku, zbylé dvě třetiny pak v Sarajevu. Film mimo jiné popisuje události před atentátem – z pohledu arcivévody – například návštěvu císaře Františka Josefa I. (Otomar Korbelář), oslavu anexe Bosny s ostatními šlechtici a císařem. Z pohledu atentátníků - pašování zbraní do Sarajeva, příprava na atentát, chystání plánů. Další část filmu (již v Bosně) ukazuje poslední dny Františka Ferdinanda a Žofie. Manželé v podvečer přijedou vlakem do Sarajeva, kde do druhého dne přespí. Od této části film popisuje arcivévodovu cestu otevřeným automobilem na Sarajevskou radnici, při kterém dojde k prvnímu atentátu. Bomba, která je vržena k autu však d'Este nezraní. Na sarajevské radnici rakouský arcivévoda vyčte primátorovi Sarajeva že, když je na návštěvě, hází se po něm a jeho choti bomby. Když se pár z radnice vrací, rozmyslí si, že pojedou přes Lateinerův most. Ovšem u Schillerových potravin, kde si Gavrilo Princip kupoval jídlo, si všiml kolony vozidel. Vyběhl ven z obchodu, tasil zbraň a první ranou postřelil Františka Ferdinanda d'Este do krku, druhou ranou pak jeho manželku hraběnku Žofii Chotkovou do podbřišku. Poté se roztočí policejní vyšetřování celého případu. Snímek popisuje jak skončili jednotliví strůjci atentátu a ostatní lidé, kteří byli do něj zapleteni.

## Kino, VHS a DVD
Snímek měl premiéru 31. října 1975 (stejně tak i v Jugoslávii).
Kazeta s filmem se v ČSFR začala prodávat na začátku roce 1990. V USA její prodej začal počátkem 90. let 20. století (23. března 1990) pod záštitou Home Classic Entertaiment.

### Seznam zemí kde se prodávala VHS
Seznam je uveden v pořadí: název státu, název filmu v zemi, datum vydání VHS, jazyk dabingu (titulků, voiceoverů...)
| USA                | The Day That Shook the World     | 29. březen 1990 | angličtina               |
| ČSFR               | Sarajevský atentát               | 1990            | čeština                  |
| Kanada             | The Day That Shook the World     | 29. březen 1990 | angličtina,francouzština |
| Spojené království | The Day That Shook the World     | 29. březen 1990 | angličtina               |
| Venezuela          | Atentado en Sarajevo             | 1991            | španělština              |
| Francie            | Assassinat à Sarajevo            | 1991            | francouzština            |
| Portugalsko        | Aquela Vermelha Manhã de Junho   | 1991            | portugalština            |
| Německo            | Der Tag, der die Welt veränderte | 29. březen 1990 | němčina                  |
| Polsko             | Zamach w Sarajewie               | 1991            | polský voice-over        |
| Řecko              | I dolofonia tou Serajevo         | 1992            | řecké titulky            |

### Seznam zemí kde se prodává DVD
Seznam je ve stejném pořadí jako VHS.
| Česko              | Sarajevský atentát               | 5. října 2007 | čeština       |
| Slovensko          | Sarajevský atentát               | 5. října 2007 | čeština       |
| Spojené království | The Day That Shook the World     | 2005          | angličtina    |
| Francie            | Assassinat à Sarajevo            | 2006          | francouzština |
| Německo            | Der Tag, der die Welt veränderte | 2005          | němčina       |

### Obsazení
- Christopher Plummer jako František Ferdinand d'Este – český dabing:František Němec
- Florinda Belkanová jako Žofie Chotková: manželka Františka Ferdinanda d'Este
- Maximilian Schell jako Djuro Sarac: vedoucí atentátníků
- Irfan Mensur jako Gavrilo Princip: hlavní atentátník, který smrtelně zranil arcivévodu Františka a jeho manželku Žofii
- Rados Bajicjako neúspěšný atentátník, kterému se nepodařilo zlikvidovat manželský pár
- Ivan Vyskočil jako Mehmedbasic – člen atentátnické skupiny – český dabing : Ivan Vyskočil
- Libuše Šafránková jako Jelena – český dabing: Libuše Šafránková
- Otomar Korbelář jako císař František Josef I.
- Wilhelm Koch-Hooge jako Franz Conrad
- Jiří Holý jako Merizzi – český dabing: Jiří Holý
- Jiří Kodet jako Morsley – český dabing Jiří Kodet